# Stanley Sjöberg
Lars Tage Stanley Sjöberg, född 17 februari 1936 i Brooklyn i New York, död 12 maj 2025 i Kallhäll, Stockholms län, var en svensk frikyrkopastor.

## Biografi
Under en period var Sjöberg pastor vid Filadelfiaförsamlingen i Stockholm och tjänade då som andrepastor både vid sidan av "pingstledaren" Lewi Pethrus och hans efterträdare Willis Säwe.  
Stanley grundade 1986 den ekumeniskt inriktade Centrumkyrkan i Sundbyberg, som är en klassisk frikyrka som inte är med i något trossamfund. Han gav ut flera böcker och medverkade under många år regelbundet som krönikör i tidningen Hemmets vän. Sjöberg var initiativtagare till och ordförande för den grupp som arrangerade Jesusmanifestationen den 3 maj 2008 som samlade 12–15 000 människor i Stockholm. Han var efter det inte längre aktiv i planerandet.
Sjöberg var efter gängse pensionsålder fortsatt verksam i flera sammanhang. Under 2008 spelades TV 8:s dokusåpa Guds hus in i Centrumkyrkan, där Stanley Sjöberg var en av huvudpersonerna. År 2009 startade han Webbkyrkan som drevs till 2015. År 2010 tilldelades Sjöberg Evangelistfondens hedersstipendium.

### Uttalanden om HBTQ
Sjöberg uttryckte 2002 stöd för förslaget om att via tryckfrihetsförordningen ge homosexuella skydd mot hets i tal och skrift, något som han menade blivit nödvändigt på grund av det ökande antalet muslimer i Sverige. Han gav något senare (2003) ut boken Bibeln & Koranen: om homosexualitet, där han varnar för islam och homosexualitet men samtidigt visa respekt för muslimer och homosexuella, och hävdar möjligheten att entydigt stå för en övertygelse och samtidigt vara tolerant.
Efter Terrordådet i Orlando 2016 där en man dödade 49 personer på gayklubben Puls skrev Sjöberg om det i ett inlägg på Facebook. I inlägget skrev han bland annat: "Fortsätter "pridekulturen" att provocera kommer det som hänt i Orlando att upprepas i stad efter stad, land efter land",  och: "Varför kan inte dessa människor undvika att blotta sig med sin nakenhet och skrytsamt demonstrera för sin livsstil?" Inlägget fick skarp kritik från bland annat RFSL. Facebook tog senare ett beslut att stänga ner Stanley Sjöbergs Facebookkonto på grund av det han skrivit. Sjöberg menade att "HBTQ-personer borde vara mer lågmälda" och jämförde med hur kristna tvingas vara "lågmälda" i länder som till exempel Saudiarabien.

### Familj
Sjöberg var son till missionären Tage Sjöberg (1901–1966) och bror till pastorn Kjell Sjöberg (1933–1997). Stanley Sjöberg är gravsatt på Sundbybergs begravningsplats.